# Оке Андерссон
Оке Андерссон (швед. Åke Andersson; нар. 22 квітня 1917, Гетеборг, Швеція — пом. 20 липня 1983) — шведський футболіст, що грав на позиції нападника за ГАІС, АІК та національну збірну Швеції.

## Клубна кар'єра
У дорослому футболі дебютував 1935 року виступами за команду клубу ГАІС, в якій провів три сезони, взявши участь у 47 матчах чемпіонату.
1938 року перейшов до клубу АІК, за який відіграв 8 сезонів. Завершив професійну кар'єру футболіста виступами за команду АІК у 1946 році
Помер 20 липня 1983 року на 67-му році життя.

## Виступи за збірну
1937 року дебютував в офіційних матчах у складі національної збірної Швеції. Протягом кар'єри у національній команді, яка тривала 5 років, провів у формі головної команди країни 12 матчів, забивши 2 голи.
У складі збірної був учасником чемпіонату світу 1938 року у Франції.